# شهرستان کوتنا هورا
ناحیهٔ کوتنا هورا (به چکی: Kutná Hora District) یک ناحیه در جمهوری چک است که در منطقه بوهمی مرکزی واقع شده‌است. ناحیهٔ کوتنا هورا ۹۱۶٫۹۳ کیلومتر مربع مساحت و ۷۳٬۶۰۲ نفر جمعیت دارد.